# (9400) 1994 TW1
(9400) 1994 TW1 est un astéroïde Amor découvert en 1994.

## Description
(9400) 1994 TW1 a été découvert le 9 octobre 1994 à l'observatoire Palomar, situé au nord de San Diego en Californie, par Eleanor Francis Helin et Kenneth J. Lawrence.

### Caractéristiques orbitales
L'orbite de cet astéroïde est caractérisée par un demi-grand axe de 2,59 UA, un périhélie de 1,09 UA, une excentricité de 0,58 et une inclinaison de 35,99° par rapport à l'écliptique. Du fait de ces caractéristiques, à savoir un périhélie compris entre 1,017 et 1,3 UA, il est classé comme astéroïde Amor, une famille d'astéroïdes géocroiseurs, croisant l'orbite de la Terre.

### Caractéristiques physiques
(9400) 1994 TW1 a une magnitude absolue (H) de 14,9 et un albédo estimé à 0,354.